# Publius Minucius Augurinus
Pour les articles homonymes, voir Minucius Augurinus.
Publius Minucius Augurinus est un homme politique du Ve siècle av. J.-C., consul en 492 av. J.-C.

## Famille
Il est membre des Minucii Augurini, branche de la gens des Minucii. Son frère, Marcus Minucius Augurinus, est le premier membre de la famille à atteindre le consulat en 497, puis de nouveau en 491 av. J.-C.

## Biographie
Il est élu consul avec Titus Geganius Macerinus en 492 av. J.-C. Les guerres extérieures face aux Volsques, Èques, Sabins ou encore Véiens, épargnent Rome cette année-là, ainsi que les dissensions internes, après l'insurrection du Mont Sacré. Mais une terrible famine menace la ville. Selon les auteurs antiques, les problèmes d'approvisionnement s'expliquent par les luttes internes et notamment l'insurrection de la plèbe entre 495 et 494, les insurgés n'ayant pas cultivé leurs champs. Mais les difficultés des Romains à s'approvisionner en blé peuvent aussi s'expliquer par les actes du tyran Aristodème de Cumes qui a retenu et confisqué les navires romains venus acheter du blé, en guise d'indemnisation. En effet, le tyran ayant été choisi comme héritier par Tarquin le Superbe à sa mort en 495, il revendique son héritage. Le Sénat et les consuls envoient des délégations parcourir l'Italie pour se procurer du blé, parmi les ambassadeurs se trouvent Publius Valerius Publicola et Lucius Geganius, frère du consul. A Cumes, Aristodème s'apprête à faire un procès aux délégués romains mais ces derniers prennent la fuite. Chez les Volsques et leurs voisins, il est également impossible de négocier, et le blé doit être acheté en Étrurie et en Sicile,.
Suivant les conseils de Coriolan, les sénateurs veulent vendre le blé à prix d'or à la plèbe, pour les obliger à cultiver les terres et permettre au Sénat de retrouver tous ses droits, en partie perdus après l'insurrection du mont Sacré. Mais la réaction de la plèbe est violente, Coriolan doit s'exiler.
Durant son mandat, le tribun de la plèbe Spurius Sicinius, ou Spurius Icilius, propose une loi, la lex Icilia, protégeant la liberté de parole des tribuns lorsqu'ils s'expriment à la tribune,.

### Auteurs antiques
- Tite-Live, Histoire romaine, Livre II, 34 sur le site de l'Université de Louvain

### Auteurs modernes
- (en) T. Robert S. Broughton, The Magistrates of the Roman Republic : Volume I, 509 B.C. - 100 B.C., New York, The American Philological Association, coll. « Philological Monographs, number XV, volume I », 1951, 578 p.
- (fr) Jean-Pierre Martin, Alain Chauvot et Mireille Cébeillac-Gervasoni, Histoire romaine, Paris, Armand Colin, coll. « Collection U Histoire », 2003, 473 p. (ISBN 2-200-26587-5)
- (fr) Robert Jacob, « La question romaine du sacer : Ambivalence du sacré ou construction symbolique de la sortie du droit », Revue historique, PUF, no 639,‎ 2006, p. 523-588 (lire en ligne)
- (en) Catherine Steel et Henriette Van der Blom, Community and Communication : Oratory and Politics in Republican Rome, Oxford University Press, 2013, 401 p.